# Plectris curtisetis
Plectris curtisetis är en skalbaggsart som beskrevs av Frey 1969. Plectris curtisetis ingår i släktet Plectris och familjen Melolonthidae. Inga underarter finns listade i Catalogue of Life.